# Thomas Lance

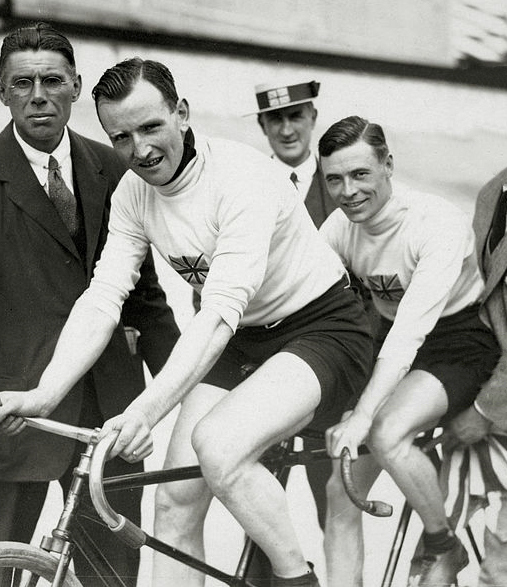
Harry Ryan und Thomas Lance 1920

Thomas Glasson Lance (* 14. Juni 1891 in St. Pancras; † 29. Februar 1976 in Brighton) war ein englischer Bahnradsportler und Olympiasieger.
Bei den Olympischen Sommerspielen 1920 in Antwerpen errang Thomas Lance gemeinsam mit Harry Ryan die Goldmedaille im Tandemrennen.
Lance und Ryan starteten gemeinsam für den Club Polytechnic Cycling Club, Ryan als Vorder- und Lance als Hintermann. Kurz vor den Olympischen Spielen stellten die beiden einen neuen britischen Rekord über eine Viertelmeile auf.
Nach dem Ende seiner Radsport-Karriere wurde Thomas Lance Buchmacher in Brighton.